# Sard

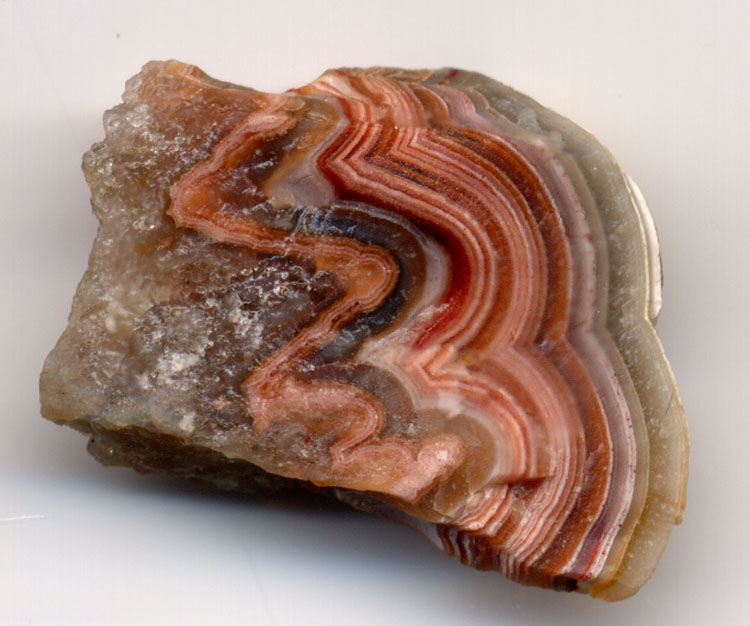
agat

Sard (także: Sarder) – gemmologiczna nazwa brunatnej, półprzezroczystej odmiany chalcedonu. Nazwa pochodzi od Sardiku – starożytnej miejscowości w Azji Mniejszej słynącej z obróbki tych kamieni i wyrobu wspaniałej biżuterii.
Odmiana chalcedonu - słabo przezroczysta; brązowoczerwona lub brązowa (zabarwienie wywołane jest wrostkami związków żelaza, przeważnie limonitu). Warstewki są bardzo delikatne. Nie ma wyraźnego rozgraniczenia z karneolem, z którym razem występuje i ma podobne zastosowanie.
Wiele oferowanych na rynku sardów jest barwionych. Sard nasycony roztworem cukru i ogrzany uzyskuje piękną brunatną barwę.

## Występowanie
W skałach osadowych i magmowych.
Miejsce występowania: Brazylia Rio Grande do Sul, Minas Gerais, Urugwaj, Indie - Wyżyna Dekan, Sri Lanka - Ratnapura, Rosja - okolice Magnitogorska, Czity, Zabajkale, Mongolia - pustynia Gobi, Turcja, Egipt.
Polska (okolice Kłodzka i Wałbrzycha, Szklary, Grzędy Górne i Świerki).

## Zastosowanie
Stanowi atrakcyjny kamień ozdobny; służy do wyrobu drobnych przedmiotów ozdobnych (puzderka, popielniczki, noże do cięcia papieru, oprawy sztućców), taniej biżuterii; często oprawiany w srebro. Jest poszukiwany przez kolekcjonerów.